# Bolboceratex rhodesianus
Bolboceratex rhodesianus is een keversoort uit de familie cognackevers (Bolboceratidae). De wetenschappelijke naam van de soort werd in 1973 gepubliceerd door Rudolf Petrovitz.
Deze soort komt voor in Zimbabwe.